# Lamartine Griffin Hardman
Lamartine Griffin Hardman, född 14 april 1856 i Harmony Grove i Georgia, död 28 februari 1937 i Atlanta i Georgia, var en amerikansk demokratisk politiker. Han var Georgias guvernör 1927–1931.
Hardman avlade läkarexamen vid University of Georgia och fortsatte studierna vid University of Pennsylvania. I Harmony Grove (efter 1904 Commerce) var han sedan verksam som läkare och affärsman.
Hardman efterträdde 1927 Clifford Walker som Georgias guvernör och efterträddes 1931 av Richard Russell. Som guvernör var hans främsta syfte att effektivisera förvaltningen och styra delstaten enligt samma principer som ett företag. Trötthet och sjukdom inverkade negativt på hans egen insats som guvernör. Efterträdaren Russell tog sedan itu med effektiviseringen av förvaltningen som Hardman hade förespråkat.
Hardman avled 1937 i Atlanta och gravsattes på Grey Hill Cemetery i Commerce i Georgia.